# Vincent Cardone
Pour les articles homonymes, voir Cardone.
Vincent Cardone (en italien Vincenzo Cardone, né vers 1595 à Atessa dans les Abruzzes et mort à 25 ans vers 1620) était un religieux italien de l'ordre des dominicains, qui fut aussi un poète.

## Œuvres
Vincent Cardone eut l'idée étrange d'écrire plusieurs poèmes en se fixant une contrainte : exclure dans chacun une des lettres de l'alphabet.
Le premier de ces poèmes parut à Naples en 1614 sous le titre de : la « R sbandita (l’r bannie). »

## Sources
Cet article comprend des extraits du Dictionnaire Bouillet. Il est possible de supprimer cette indication, si le texte reflète le savoir actuel sur ce thème, si les sources sont citées, s'il satisfait aux exigences linguistiques actuelles et s'il ne contient pas de propos qui vont à l'encontre des règles de neutralité de Wikipédia.